# خوسيه إغناثيو بيريز ساينز
خوسيه إغناثيو بيريز ساينز (بالإسبانية: José Ignacio Pérez Sáenz)‏ هو سياسي إسباني، ولد في 7 نوفمبر 1951 في قلهرة في إسبانيا. حزبياً، نشط في حزب العمال الاشتراكي الإسباني. وقد انتخب Deputy of the Parliament of La Rioja ‏.